# Géza Röhrig
Géza Röhrig (en húngaro: Röhrig Géza,pronunciado /ˈrøːriɡ ˈɡeːzɒ/; 11 de mayo de 1967) es un actor y poeta húngaro. Es más conocido por su trabajo en la premiada cinta El hijo de Saúl, la cual ganó el Gran Premio del Jurado en Festival de Cannes de 2015, el Globo de Oro a la Mejor película extranjera y el Premio Óscar a la Mejor película internacional.

## Filmografía

### Películas
- 2015: El hijo de Saúl de László Nemes : Saúl
- 2018: To Dust de Shawn Snyder: Shmuel[3]
- 2018: El acompañante : Joseph[4]
- 2019: Musa de Candida Brady: Luca
- 2019: Mal arte de Tania Raymonde: Gene
- 2020: Resistencia de Jonathan Jakubowicz : Georges Loinger[5]
- 2020: Undergods de Chino Moya: Z
- TBA: The Way of the Wind de Terrence Malick : Jesucristo

### Televisión
- 1989: Közjáték, episodio Mrożek : Levélkék (director)[6]
- 1989: Eszmélet de József Madaras, episodios 1 y 2: Attila József[7][8]
- 1990: Armelle de Jacek Lenczowski: Piotr